# Сивков, Олег Константинович
Олег Константинович Сивков (7 сентября 1937 — 19 ноября 2007) — советский хоккеист, нападающий, тренер. Мастер спорта СССР.

## Биография
Олег Сивков родился 7 сентября 1937 года.
Жил в Ленинграде в рабочем районе.
Играл в хоккей на позиции нападающего за ленинградский клуб ОДО / СКВО / СКА в 1956—1964 годах, провёл 200 матчей.
В сезоне 1977/1978 был старшим тренером СКА. Ленинградцы под его руководством выступили неудачно, набрав в чемпионате СССР всего 15 очков в 36 матчах и заняв последнее, 10-е место. В переходных матчах, где СКА выиграл у новосибирской «Сибири», команду уже тренировал Николай Пучков.
Работал в СДЮШОР СКА. В качестве тренера в чемпионатах страны завоевывал с юниорскими и молодёжными командами СКА бронзу в 1975 году, серебро в 1976 году и золото в 1977 году.
Среди воспитанников Сивкова — двукратный олимпийский чемпион, защитник Алексей Касатонов. В интервью «Спорту день за днём» он заявил: «То, что я остался в хоккее, полностью его заслуга. Потому что, когда я начинал, катался не так хорошо, как многие ребята. Тогда был очень жёсткий отбор в СКА, но он поверил в меня, дал шанс».
Умер 19 ноября 2007 года после тяжёлой продолжительной болезни.

## Память
23 декабря 2006 года введён в Галерею славы СКА.